# 1795 a tudományban
Az 1795. év a tudományban és a technikában.

## Csillagászat
- Pierre-Simon de Laplace publikálja Exposition du Systeme du Monde című munkáját, melyben az égi mechanikáról ír.

## Paleontológia
- Georges Cuvier azonosítja az 1780-ban Hollandiában megtalált hatalmas állat csontvázát.

## Publikációk
- James Hutton Edinburgh-ban publikája Theory of the Earth (A Föld elmélete) című kétkötetes könyvét.[1]

## Díjak
- Copley-érem: Jesse Ramsden

## Születések
- június 24. – Ernst Heinrich Weber német orvos, őt tartják a kísérleti pszichológia megalapítójának († 1878)
- december 8. - Peter Andreas Hansen csillagász († 1874)

## Halálozások
- március 21. - Giovanni Arduino geológus (* 1714)
- június 24. - William Smellie természettudós (* 1740)